# Shi Haojun
Shi Haojun (chiń. upr. 施豪军; pinyin Shī Háojūn; ur. 11 stycznia 1964) – chiński brydżysta z tytułem World Life Master w kategorii Open (WBF).

## Wyniki brydżowe

### Olimpiady
Na olimpiadach uzyskał następujące rezultaty:
| Olimpiady brydżowe. Zawody teamów | Olimpiady brydżowe. Zawody teamów | Olimpiady brydżowe. Zawody teamów    | Olimpiady brydżowe. Zawody teamów | Olimpiady brydżowe. Zawody teamów | Olimpiady brydżowe. Zawody teamów |
| Rok                               | Miejsce                           | Zawody                               | Kategoria                         | Drużyna                           | Pozycja                           |
| --------------------------------- | --------------------------------- | ------------------------------------ | --------------------------------- | --------------------------------- | --------------------------------- |
| 2012                              | Lille                             | 2. Olimpiada Sportów Umysłowych      | Open                              | China                             | 17                                |
| 2008                              | Pekin                             | 1. Olimpiada Sportów Umysłowych      | Open                              | China                             | 5                                 |
| 2004                              | Stambuł                           | 12. Olimpiada Teamów                 | Open                              | China                             | 4                                 |
| 2000                              | Lozanna                           | 3. Mistrzostwa o Wielką Nagrodę MKOL | Open                              | China                             | 5                                 |
| 2000                              | Maastricht                        | 11. Olimpiada Brydżowa               | Open                              | China                             | 25                                |
| 1999                              | Lozanna                           | 2. Mistrzostwa o Wielką Nagrodę MKOL | Open                              | China                             | 4                                 |
| 1998                              | Lozanna                           | 1. Mistrzostwa o Wielką Nagrodę MKOL | Open                              | China                             | 1                                 |

### Zawody światowe
W światowych zawodach zdobył następujące lokaty:
| Mistrzostwa Świata. Konkurencja teamów | Mistrzostwa Świata. Konkurencja teamów | Mistrzostwa Świata. Konkurencja teamów                | Mistrzostwa Świata. Konkurencja teamów | Mistrzostwa Świata. Konkurencja teamów | Mistrzostwa Świata. Konkurencja teamów |
| Rok                                    | Miejsce                                | Zawody                                                | Kategoria                              | Drużyna                                | Pozycja                                |
| -------------------------------------- | -------------------------------------- | ----------------------------------------------------- | -------------------------------------- | -------------------------------------- | -------------------------------------- |
| 2014                                   | Sanya                                  | 14. Seria Mistrzostw Świata                           | Open                                   | China Opn                              | 17                                     |
| 2013                                   | Nusa Dua                               | 41. Mistrzostwa Świata Teamów                         | Trans                                  | China Opn                              | 12                                     |
| 2013                                   | Nusa Dua                               | 41. Mistrzostwa Świata Teamów                         | Open                                   | China                                  | 5                                      |
| 2011                                   | Pekin                                  | SportAccord World Mind Games                          | Męższczyźni                            | China                                  | 4                                      |
| 2011                                   | Veldhoven                              | 40. Mistrzostwa Świata Teamów                         | Trans                                  | China Open                             | 5                                      |
| 2011                                   | Veldhoven                              | 40. Mistrzostwa Świata Teamów                         | Open                                   | China                                  | 5                                      |
| 2007                                   | Szanghaj                               | 38. Mistrzostwa Świata Teamów                         | Trans                                  | China Smeg                             | 10                                     |
| 2007                                   | Szanghaj                               | 38. Mistrzostwa Świata Teamów                         | Open                                   | China Smeg                             | 5                                      |
| 2006                                   | Werona                                 | 12. Mistrzostwa Świata                                | Open                                   | China Smeg                             | 5                                      |
| 2005                                   | Estoril                                | 37. Mistrzostwa Świata Teamów                         | Open                                   | China                                  | 11                                     |
| 2005                                   | Estoril                                | 37. Mistrzostwa Świata Teamów                         | Trans                                  | China Open                             | 4                                      |
| 2004                                   | Stambuł                                | 3. Transnarodowe Mistrzostwa Świata Teamów Mikstowych | Miksty                                 | Zhang                                  | 3                                      |
| 2003                                   | Monte Carlo                            | 36. Mistrzostwa Świata Teamów                         | Open                                   | China                                  | 12                                     |
| 2003                                   | Monte Carlo                            | 36. Mistrzostwa Świata Teamów                         | Trans                                  | Zhuang                                 | 2                                      |
| 1998                                   | Lille                                  | 10. Mistrzostwa Świata                                | Open                                   | Fu                                     | 113                                    |

| Mistrzostwa Świata. Konkurencja par | Mistrzostwa Świata. Konkurencja par | Mistrzostwa Świata. Konkurencja par | Mistrzostwa Świata. Konkurencja par | Mistrzostwa Świata. Konkurencja par | Mistrzostwa Świata. Konkurencja par |
| Rok                                 | Miejsce                             | Zawody                              | Kategoria                           | Partner                             | Pozycja                             |
| ----------------------------------- | ----------------------------------- | ----------------------------------- | ----------------------------------- | ----------------------------------- | ----------------------------------- |
| 2014                                | Sanya                               | 14. Seria Mistrzostw Świata         | Open                                | Zhuang Zejun                        | 23                                  |
| 2011                                | Pekin                               | SportAccord World Mind Games        | Mężczyźni                           | Lian Ruoyang                        | 9                                   |
| 2006                                | Werona                              | 12. Mistrzostwa Świata              | Open                                | Zhuang Zejun                        | 48                                  |

| Mistrzostwa Świata. Konkurencja indywidualna | Mistrzostwa Świata. Konkurencja indywidualna | Mistrzostwa Świata. Konkurencja indywidualna | Mistrzostwa Świata. Konkurencja indywidualna | Mistrzostwa Świata. Konkurencja indywidualna | Mistrzostwa Świata. Konkurencja indywidualna |
| Rok                                          | Miejsce                                      | Zawody                                       | Kategoria                                    | Pozycja                                      |                                              |
| -------------------------------------------- | -------------------------------------------- | -------------------------------------------- | -------------------------------------------- | -------------------------------------------- | -------------------------------------------- |
| 2011                                         | Pekin                                        | SportAccord World Mind Games                 | Mężczyźni                                    | 16                                           |                                              |

## Klasyfikacja
- Shi Haojun – klasyfikacja WBF (ang.)